# Aïché Seïtmouratova
Aïché Seïtmouratova (en tatar de Crimée : Ayşe Seitmuratova ; en russe : Айше Сеитмуратова), née le 11 février 1937 à Adji Eli (RSSA de Crimée) et morte le 1er juin 2025, est une historienne, militante des droits de l'homme et dissidente soviétique.

## Biographie
Aïché Seïtmouratova naît le 11 février 1937 à Adji Eli, dans le raïon de Bilohirsk, en république socialiste soviétique autonome de Crimée. Le 18 mai 1944, elle subit avec sa mère et ses cinq frères la déportation des Tatars de Crimée, et grandit dans un camp du Goulag[source insuffisante]. Après des études en histoire à l'université d'État de Samarcande (en) à partir de 1957, elle mène des activités de militante pour les droits du peuple tatar : ceci la soumet aux représailles du pouvoir soviétique, qui l'incarcère un temps à la prison de Lefortovo. Témoin d'une importante vague de répression à partir de 1970, elle se décide à quitter l'Union soviétique en 1978, ce qu'elle accomplit avec l'aide d'Elena Bonner.
Qualifiée de « Juste du monde » par Mario Corti au micro de Radio Liberty, où elle signe 49 émissions. Elle travaille également pour Voice of America. 
Aïché Seïtmouratova retourne ensuite en Crimée, où elle fonde, entre autres, un centre de documentation sur l'histoire des Tatars de Crimée et un hospice pour personnes âgées.